# Vencislav Simeonov
Vencislav Simeonov (en bulgare : Венцеслав Симеонов, né le 3 février 1977 à Plovdiv) est un joueur bulgare naturalisé italien de volley-ball. Il mesure 2,00 m et joue attaquant. Il totalise 10 sélections en équipe d'Italie.

## Clubs
| Club                 | De        | À         |
| -------------------- | --------- | --------- |
| Piemonte Volley      | 1996-1997 | 1997-1998 |
| Indomita Salerne     | 1998-1999 | 1998-1999 |
| Virtus Volley Fano   | 1999-2000 | 1999-2000 |
| Gabeca Pallavolo Spa | 2000-2001 | 2001-2002 |
| Piemonte Volley      | 2002-2003 | 2002-2003 |
| Pallavolo Padoue     | 2003-2004 | 2004-2005 |
| Pallavolo Piacenza   | 2005-2006 | 2007-2008 |
| Callipo Sport        | 2008-2009 | 2010-2011 |
| Pallavolo Padoue     | 2011-2012 | 2011-2012 |
| VfB Friedrichshafen  | 2012-2013 | ...       |

## Distinctions
- Officier de l'ordre du Mérite de la République italienne depuis le 27 septembre 2004[1].

## Palmarès
- Jeux olympiques
  - Finaliste : 2004
- Ligue des champions
  - Finaliste : 2008
- Coupe de la CEV
  - Finaliste : 2007
- Coupe des Coupes puis Top Teams Cup (3)
  - Vainqueur : 1997, 1998, 2006
- Supercoupe d'Europe (2)
  - Vainqueur : 1996, 1997
- Championnat d'Allemagne
  - Finaliste : 2013, 2014
- Championnat d'Italie
  - Finaliste : 1998, 2007, 2008
- Coupe d'Allemagne (1)
  - Vainqueur : 2014
- Coupe d'Italie
  - Finaliste : 1997, 1998, 2006
- Supercoupe d'Italie (2)
  - Vainqueur : 1996, 2002
  - Perdant : 1997